# 이미선 (농구 선수)
이미선(李美善, 1979년 2월 19일 ~ )은 대한민국의 농구 선수, 지도자로 포지션은 포인트 가드이다. 오랜 선수 생활을 이어가도 녹슬지 않은 기량을 보여서 팬들로부터 크리스 폴을 본뜬 "할미스 폴"이라는 별명으로 불리기도 했다.

## 경력
1997년 광주수피아여자고등학교를 졸업하고 삼성생명에 입단하여 2016년에 은퇴할 때까지 원클럽맨으로 뛰었다.
2017년부터, 자신이 선수로 활동했던 용인 삼성생명 블루밍스의 코치로 활동 중이다.

## 개인사
2010년 자신의 소속팀 삼성생명팀의 사무차장인 최진영과 결혼했다. 남편인 최진영은 후에 서울 삼성 썬더스의 사무국장을 지냈다.

## 수상
- 1998년 WKBL 여름리그 우수후보상
- 1999년 여름리그 BEST 5상 수상
- 2000년 시드니 올림픽 대표선수(4위), WKBL 여름리그 우수수비상, 스틸상
- 2001년 제19회 ABC대회 3위
- 2002년 WKBL 겨울리그 올스타전 MVP, WKBL 겨울리그 3득점상, 제1회 4개국 친선 여자농구 토너먼트 대표선수, 여름리그 정규리그 MVP, 세계선수권대회 대표선수(4강), 부산아시안게임 대표선수(은메달)
- 2004년 제20회 ABC대회 3위, 아테네 올림픽 대표선수
- 2005년 제21회 ABC대회 준우승
- 2008년 제29회 베이징 올림픽 여자농구 국가대표 (8강), 베이징 올림픽 스틸1위
- 2009년 KB국민은행 여자프로농구 베스트5, 스틸상, 2점 야투상
- 2010년 KB국민은행 여자프로농구 베스트5, 스틸상
- 2010년 광저우아시안게임 대표선수(은메달)
- 2014년 인천아시안게임 대표선수(금메달)

## 학력
- 광주중앙초등학교
- 광주수피아여자중학교
- 광주수피아여자고등학교
- 경희대학교